# 赤龍

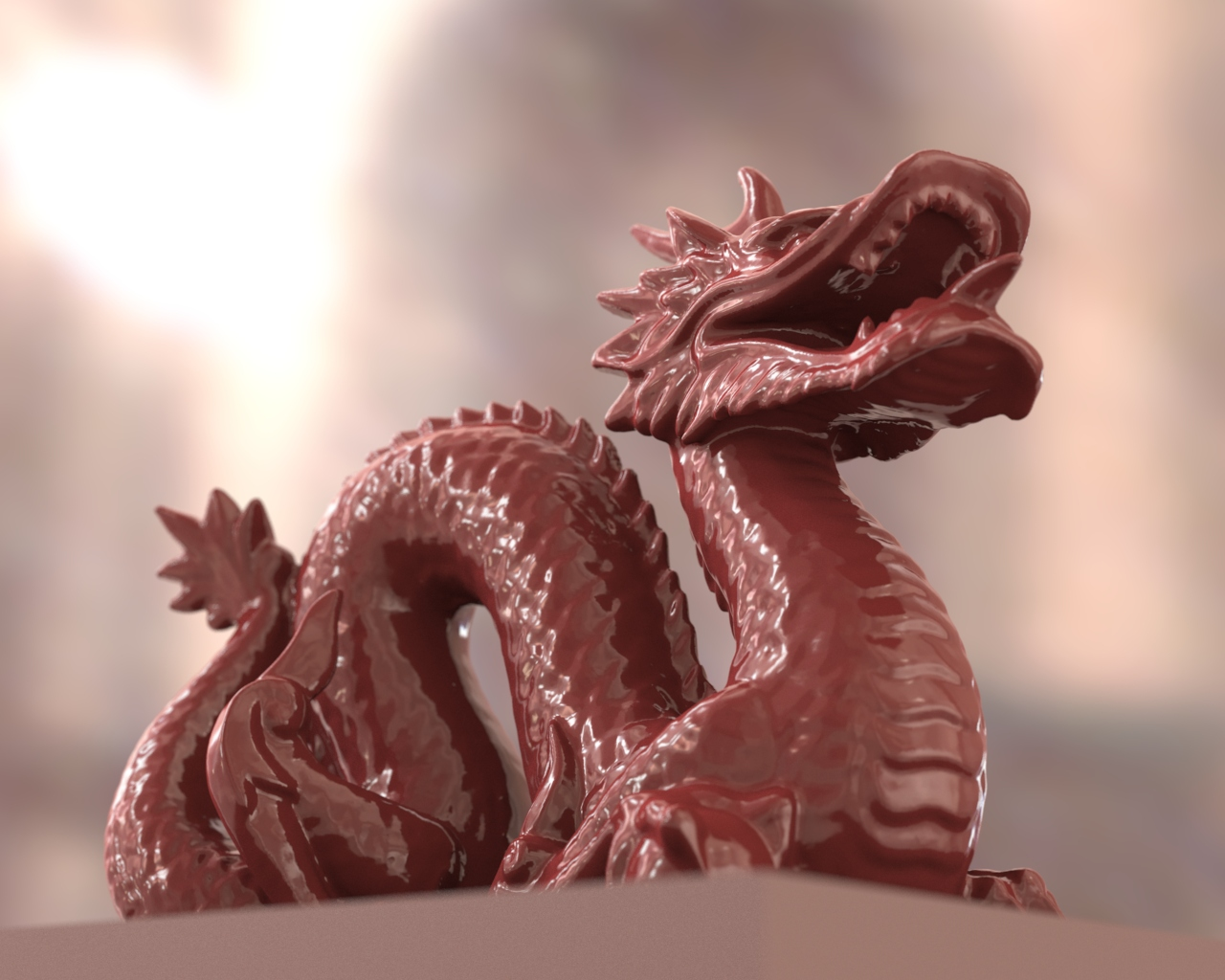
赤龍

赤龍，即南海龍王，別名昭明，又稱南海廣利王，是中國神話中四海龍王之一，代表南方。
在古典小說《封神榜》中，南海龍王名為敖欽。

## 文化

### 南方神、南海神
南海龍王源於古人對於“南方神”和「四海龍王」的信仰。象徵光明的火神祝融，司職南方，因此成為南海神。後來佛教龍王作為四海守護神的信仰流傳，南海神變成南海龍王。
據《太公金匱》（著錄於隋書經籍志，成書年代不會晚於隋代）「南海之神曰祝融，東海之神曰勾芒，北海之神曰玄冥（一作顓頊），西海之神曰蓐收，河伯名為馮夷（一作馮脩），雨師名詠，風伯名姨」，《五行大義》亦云：「太公曰南海神名祝融」，因此四海之神是從上古四方神而來。後來韓愈沿用此一說法，稱：「南海陰墟，祝融之宅」。
所謂「火之本在水，水足于中，而後火生於外，水與火分而不分，故祝融兼為水火之帝」的說法，來自清人筆記《廣東新語》。

### 歷代封號
隋朝開皇十四年（594年），隋文帝下詔在近海處建祠祭四海，在廣州南海縣建南海神祠。
唐天寶十年（751年），唐玄宗為四海龍王下詔封號，加封南海龍王為廣利王，同時封東海龍王為廣德王、北海龍王為廣澤王、西海龍王為廣順王。命重臣奉金字王簡之冊，舉行盛大加冕典禮。
宋開寶年間，在南方設立市舶司，管理海外貿易。中央政府派員修葺南海神廟。
宋仁宗康定二年下詔增封南海神王號“洪聖”，皇佑五年又加封王號“昭順”。南宋紹興七年，宋高宗又給祝融加“顯威”封號。終宋一代，南海龍王獲得封號特別多。
清康熙帝先後十一次派高官重臣前往祭祀南海神，並禦筆親書“萬里波澄”，制成牌匾護送到南海神廟。
清雍正帝則封南海神為“南海昭明龍王之神”。此為古代帝王對南海龍王最近一次加封。

### 民間信仰
據《廣東新語》記載，明清時東南沿海一帶，甚至形成了遇海事即披髮擲米錢、呼喚南海神救助的習俗，而且“海神甚靈，嘉靖間，有渡海者，見海神特立水上，高可丈餘，朱髮長髯，冠劍偉麗，眾驚伏下拜，海神徐掠舟而過，有光景經久不滅。”。

## 相关景區
在海南三亚大小洞天景区：包括“南海龙王”区域。安奉的南海龍王原身像，由中國社科院道家與道教研究中心研究，清華大學美術學院何寶森教授設計創作。